# Cistene

Mapa con algunas de las principales antiguas ciudades griegas de Eólida, en la zona septentrional de Asia Menor. Cistene figura al suroeste de Adramitio.

Cistene (en griego, Κισθήνη) era una antigua colonia griega de Eólida.
Isócrates la menciona en un discurso donde dice que la ciudad fue tomada por el ejército de Agesilao en el 397 a. C. y a los que la tomaron se les repartieron cien talentos.
Estrabón la sitúa fuera del golfo Adramiteno, pasado el promontorio de Pirra. Dice que en su época estaba desierta y que tenía un puerto. No lejos, hacia el interior, había minas de cobre y los asentamientos de Perperene y Trario.
Se conservan monedas de plata y bronce de Cistene fechadas en el siglo IV a. C. Se ha sugerido que debió localizarse en la actual Gömeç.